# 松島大郷インターチェンジ
松島大郷インターチェンジ（まつしまおおさとインターチェンジ）は宮城県宮城郡松島町にある三陸自動車道（三陸沿岸道路 仙台松島道路）のインターチェンジ (IC) である。

## 概要
松島町と黒川郡大郷町の境界付近にあり、宮城県道路公社の管轄区間である。料金所は石巻方面出入口の第1料金所と仙台方面出入口の第2料金所に分かれている。
1982年（昭和57年）10月2日に仙台松島有料道路として初原 - 根廻（現在の松島大郷IC - 松島北IC）が開通した当時は、現存する石巻方面出入口ランプに加え、本線部と 宮城県道9号大和松島線を直結する仮設ランプが設置されていたほか、現在の第1料金所のあたりに本線料金所が設けられていた。（仮設ランプは、利府中延伸時に撤去。なおこの構造物の痕跡は、現在でも確認することができる。また本線料金所は、遅くとも鳴瀬奥松島延伸時には撤去。）ETCレーンの設置は遅れていたが、2006年（平成18年）3月1日より運用を開始。また、利府中IC - 松島北ICを四車線化する際に付け替え工事を行い2013年（平成25年）1月21日から12月25日まで石巻・登米方面の出入口を、2013年（平成25年）6月20日から2014年（平成26年）1月24日まで仙台方面の出入口を閉鎖していた。この時に、料金所自体も建て替えられている。

## 道路

### 本線
- E45 三陸自動車道（6番）

### 接続道路
- 宮城県道9号大和松島線
  - 三陸自動車道が仙台東部道路・仙台南部道路を介して東北自動車道に直結する前までは、石巻市方面からはこの県道を経由して大和ICから首都圏に向かうのが一般的であった。

## 料金所
- ブース数：4

### 入口
- ブース数：2
  - ETC専用：1
  - 一般：1

### 出口
- ブース数：2
  - ETC専用：1
  - 一般：1

## 周辺
- 松島チサンカントリークラブ

## 隣
E45 三陸自動車道（三陸沿岸道路 仙台松島道路）
(5) 松島海岸IC - (6) 松島大郷IC - (7) 松島北IC